# عدد منفی
اعداد منفی به تمام اعداد حقیقی گفته می‌شود که کوچک‌تر از صفر هستند. اعداد منفی در دستگاه مختصات در سمت چپ صفر قرار دارند. هر عددی که کوچکتر از صفر باشد حتی به اندازه ∋ یک عدد منفی است. اعداد منفی مانند اعداد مثبت و صفر جزء اعداد هستند. به عبارتی می توان اعداد را به سه دسته تقسیم کرد:
1) اعداد مثبت
2) اعداد منفی
3) عدد صفر
این اعداد معمولاً معرف ضرر، خسارت، اتلاف، فقر، عدم، ضایعات و فقدان در اندازه هستند. به عنوان مثال بدهی که یک شخص دارد ممکن است به صورت یک دارایی منفی تلقی شده و با عدد منفی نمایش داده شود، برای نمونه می‌گوییم کسی ۴۵۰۰۰- تومان در یک ماه سرمایه‌گذاری کرده‌است. یعنی این اندازه بدهکار است. در کمیت‌ها نیز اعداد منفی به معنای یک افزایش منفی محسوب می‌شوند که به نوعی همان کاهش است. در مورد درجه حرارت نیز اعداد منفی کاربرد زیادی دارند. نشانه اعداد منفی یک علامت منفی - است. مثلاً «عدد ۳-» یعنی یک مقدار منفی با بزرگی و اندازه عدد ۳ که منفی سه تلفظ می‌شود. به عبارتی، به همان اندازه که صفر از ۳ کوچک‌تر است، به همان اندازه از ۳- بزرگ‌تر است.
−۳ <۰ <۳
اعداد حقیقی یا منفی هستند یا مثبت یا صفر. در ریاضیات به اعداد مثبت، اعداد طبیعی و به مجموعه اعداد طبیعی، صفر و اعداد منفی، اعداد حقیقی می‌گویند. اعداد منفی در هر جایی معنی پیدا نمی کنند مانند حجم، وزن و طول. منتهی بنا به تعریفی جدید ما می توانیم سطح زمین را صفر در نظر گرفته بالاتر از سطح زمین را ارتفاع مثبت و پایین تر از سطح زمین را ارتفاع منفی در نظر بگیریم. در این حالت ما ارتفاع صفر و ارتفاع منفی را خواهیم داشت.